# Циценовецкий, Макс Абрамович
Макс Абра́мович Циценове́цкий (1 августа 1913, Пенза — 11 апреля 1961, Ленинград) — советский спортсмен и тренер (русские шашки), врач-хирург и учёный-медик. Мастер спорта СССР по шашкам (1938).

## Биография
Родился в Пензе.
С началом войны призван Ленинградским военкоматом в Петроградскую стрелковую дивизию народного ополчения, затем в звании старшего лейтенанта медицинской службы работал хирургом военно-полевого госпиталя. Окончил войну в Германии в звании капитана медицинской службы. Был демобилизован в сентябре 1946 года. 
В послевоенные годы работал врачом-ординатором отделения челюстно-лицевой хирургии стоматологической клиники 1-го Ленинградского медицинского института. Автор научных работ в области хирургической стоматологии и челюстно-лицевой хирургии. Создал методику остеосинтеза нижней челюсти путём применения способа склеивания костей (1960).
Выступал в первом послевоенном чемпионате страны по шашкам. Руководил шахматно-шашечной секцией в ленинградском Доме культуры имени С. М. Кирова Василеостровского района. Участник чемпионатов СССР по русским шашкам. Среди учеников М. А. Циценовецкого — Людмила Петрова.
Похоронен на Еврейском кладбище в Санкт-Петербурге.

### Семья
- Отец — Абрам-Герш Мовшович Циценовский (1880—1942).
- Жена — Ревекка Самойловна Эстеркина (1916—1995), шашистка.
- Братья — Борис Абрамович Циценовский, командир роты и преподаватель в Каспийском высшем военно-морском краснознамённом училище имени С. М. Кирова; Ефим Абрамович Циценовский, преподаватель кафедры астрономии ЧВВМУ[17].

## Публикации
- Склеивание отломков кости остеопластом при переломах нижней челюсти // Вестник хирургии имени И. И. Грекова : журнал. — 1960. — № 6. — С. 60—62.

## Награды
- медаль «За боевые заслуги» (7 марта 1944)[18];
- орден Красной Звезды (19 июля 1944)[19];
- орден Отечественной войны II степени (29 сентября 1944)[20];
- медаль «За победу над Германией в Великой Отечественной войне 1941—1945 гг.» (27 декабря 1945)[21].